# Lista de posições humanas
As posições humanas se referem às diferentes configurações físicas que o corpo humano pode assumir.

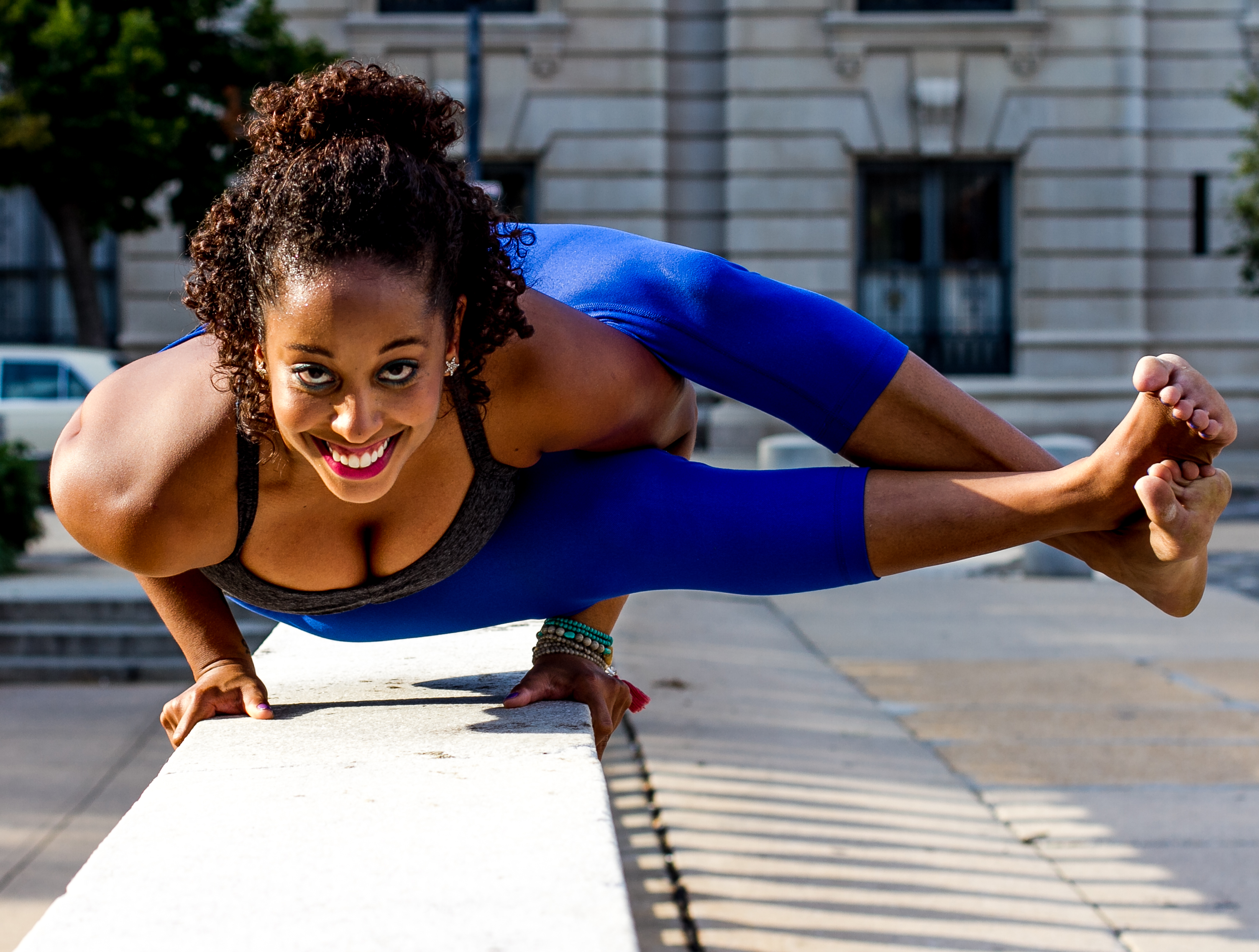
O corpo humano é capaz de uma ampla variedade de posições, como exemplificado por essa posição energética do yoga, Astavakrasana.

Existem vários sinônimos que se referem ao posicionamento humano, geralmente usados de forma intercambiável, mas com nuances específicas de significado.
- Posição é um termo geral para uma configuração do corpo humano.
- Postura significa uma posição assumida intencionalmente ou habitualmente.
- A pose implica uma intenção artística, estética, atlética ou espiritual da posição.
- Atitude refere-se a posturas assumidas com a finalidade de imitação, intencional ou não, bem como em algumas colocações comuns em referência a alguns tipos distintos de postura: "Freud nunca assumiu a atitude de um esgrimista, mas quase todos o consideraram um espadachim".[2]
- A orientação refere-se à maneira da postura, bem como a gestos e outros aspectos da conduta que estão ocorrendo.

## Posições básicas
Enquanto não está em movimento, um humano geralmente está em uma das seguintes posições básicas:

### De quatro
Esta é a forma estática de engatinhar, que é uma forma instintiva de locomoção para crianças muito pequenas. Era uma posição de parto comumente usada em culturas ocidentais e não ocidentais. Essa posição às vezes é vista como sexualmente explícita devido à sua associação com a iniciação ou disponibilidade sexual.

### Ajoelhado

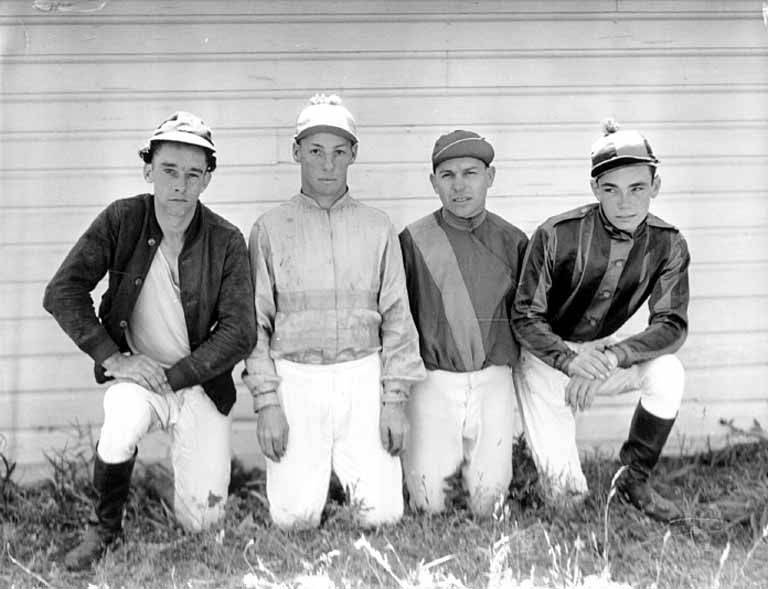
Interior dois ajoelhados verticais. Dois exteriores agachados/ajoelhados.

Ajoelhar é uma posição humana básica onde um ou ambos os joelhos tocam o chão. É usado como uma posição de descanso, durante o parto e como uma expressão de reverência e submissão. Enquanto ajoelhado, o ângulo entre as pernas pode variar de zero a amplamente espalhado, permitindo flexibilidade. É comum ajoelhar-se com uma perna e agachar-se com a outra perna.
Enquanto ajoelhadas, as coxas e a parte superior do corpo podem estar em vários ângulos, em particular:
- Ajoelhamento vertical: onde as coxas e a parte superior do corpo são verticais - também conhecidas como "de joelhos"
- Ajoelhado sentado: onde as coxas estão próximas da horizontal e as nádegas sentadas nos calcanhares com a parte superior do corpo na vertical - por exemplo, como em Seiza e Vajrasana (yoga).
- Tomando um joelho: onde a parte superior do corpo é vertical, um joelho está tocando o chão, enquanto o pé da outra perna é colocado no chão, na frente do corpo.

### Deitado

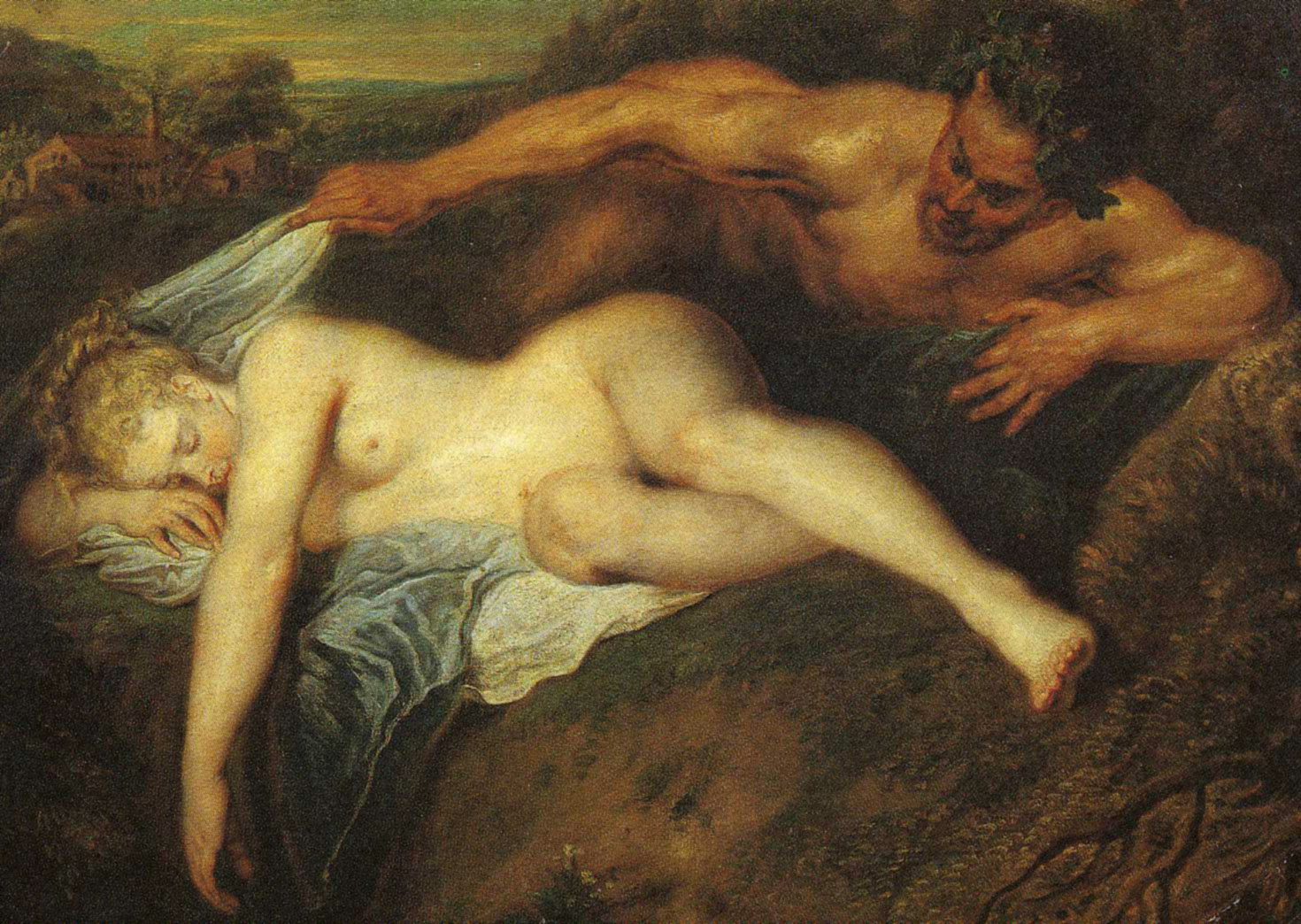
Júpiter e Antíope, de Antoine Watteau

Quando deitado, o corpo pode assumir uma grande variedade de formas e posições. A seguir, são apresentadas as posições reconhecidas básicas.
- Posição supina: deitada de costas com a face para cima.
- Posição de bruços: deitada no peito com o rosto para baixo ("deitada" ou "deitada").
- Deitado de ambos os lados, com o corpo reto ou dobrado/enrolado para a frente ou para trás.
- Posição fetal: está deitado ou sentado enrolado, com os membros próximos ao tronco e a cabeça perto dos joelhos.

### Sentado

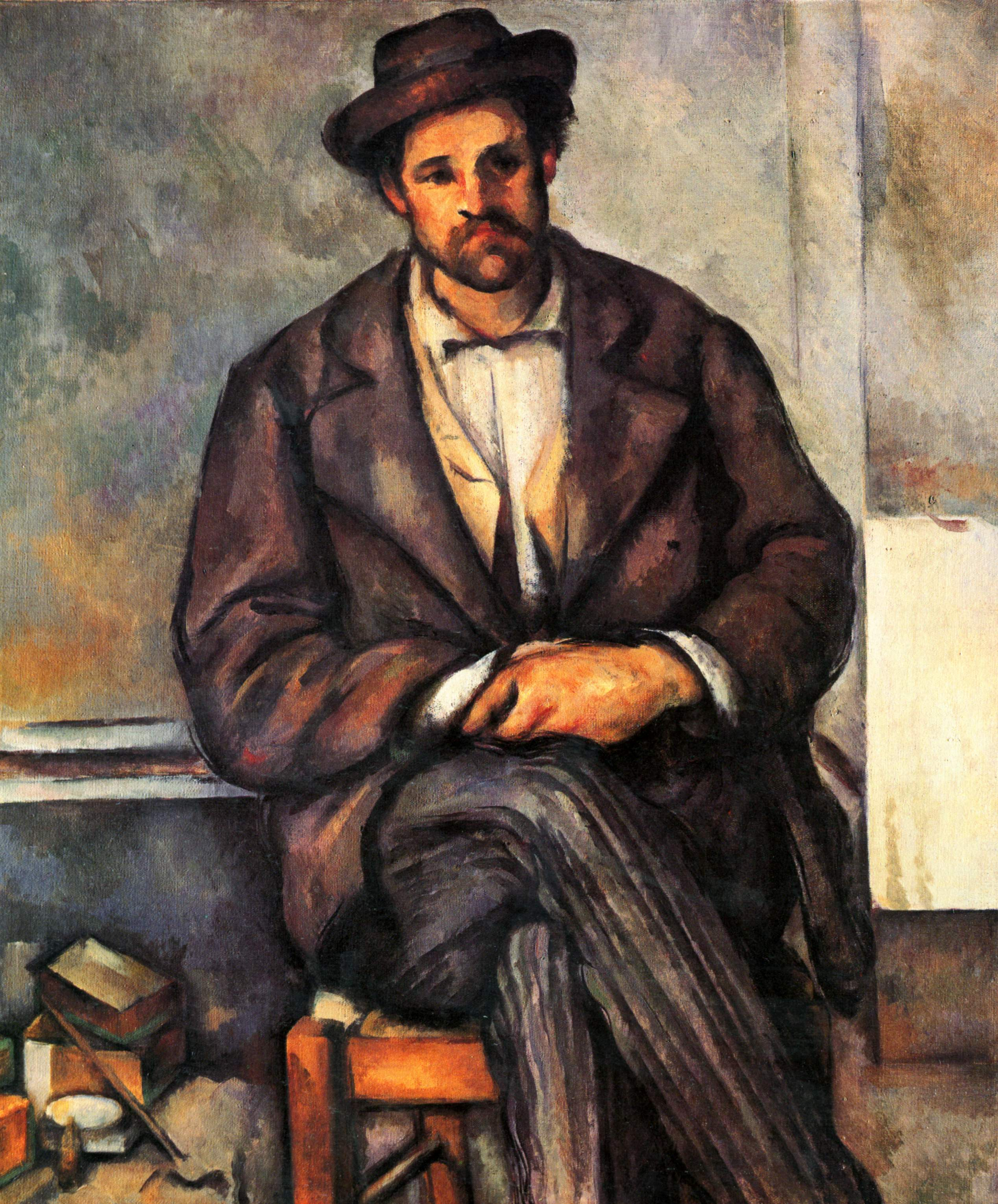
Paul Cézanne, sentado

Sentar requer as nádegas apoiadas em uma estrutura mais ou menos horizontal, como uma cadeira ou o chão. Formas especiais de sentar são com as pernas na horizontal e em um assento inclinado. Enquanto em uma cadeira as canelas são geralmente verticais, no chão as canelas podem ser cruzadas na posição de lótus ou colocadas horizontalmente sob a coxa em uma apreensão.

### Agachado

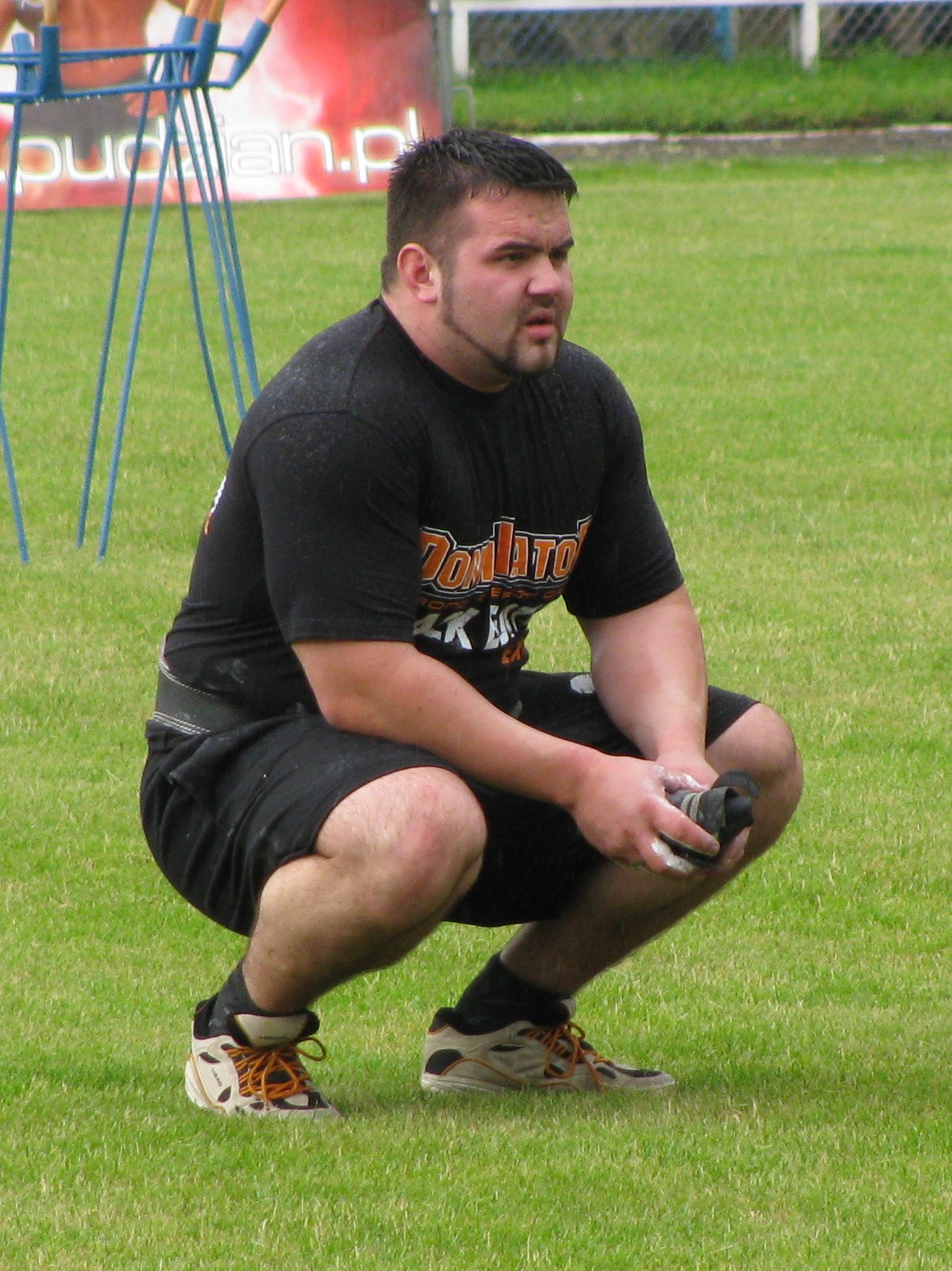
Agachado no chão como uma posição de descanso

Agachamento (em inglês: squatting) é uma postura em que o peso do corpo está sobre os pés (como em pé), mas os joelhos e quadris estão dobrados. Por outro lado, sentar-se envolve levar o peso do corpo, pelo menos em parte, nas nádegas contra o chão ou em um objeto horizontal, como um assento de cadeira. O ângulo entre as pernas durante o agachamento pode variar de zero a muito amplo, permitindo a flexibilidade. O agachamento pode ser:
- completo - conhecido como agachamento completo, agachamento profundo, Grokar agachamento, agachamento asiática, terceira agachamento mundo, (sentado) em um de ancas, (sentado) em um de hunkers, ou hunkering (para baixo) etc.
- parcial - conhecido como parcial, em pé, meio, semi, paralelo, raso, intermediário, incompleto ou agachamento de macaco etc.

Em inglês, Crouching é geralmente considerado sinônimo de agachamento total. É comum agachar-se com uma perna e ajoelhar-se com a outra perna. Um ou ambos os calcanhares podem estar levantados ao se agachar. As crianças pequenas costumam se agachar instintivamente. Entre os adultos chineses, do sudeste asiático e do leste europeu, o agachamento geralmente substitui o sentar ou ficar de pé.

### Em pé

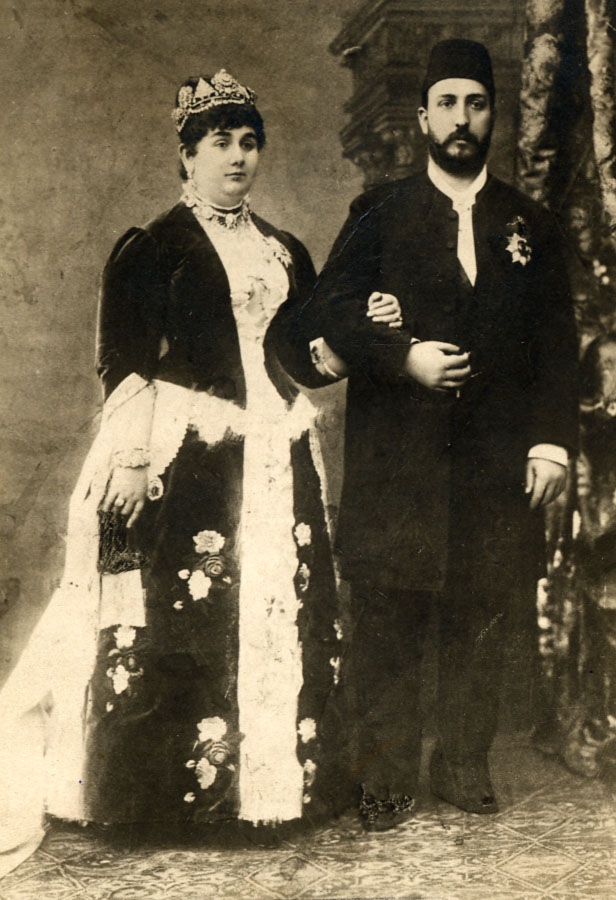
Casal em pé, janeiro de 1873

Embora a posição quieta pareça ser estática, a instrumentação moderna mostra que é um processo de balanço do tornozelo no plano sagital. O balanço da posição quieta é freqüentemente comparado ao movimento de um pêndulo invertido. Existem muitos mecanismos no corpo que são sugeridos para controlar esse movimento, por exemplo, uma ação de mola nos músculos, maior controle do sistema nervoso ou músculos do núcleo.
Embora ficar em pé não seja perigoso por si só, há patologias associadas a ele. Uma condição de curto prazo é a hipotensão ortostática, e as condições de longo prazo são pés doloridos, pernas rígidas e lombalgia.

## Contextuais

### Asanas
Certos asanas foram originalmente destinados a restaurar e manter o bem-estar de um praticante, melhorar a flexibilidade e vitalidade do corpo e promover a capacidade de permanecer em meditação sentada por longos períodos.

### Posições atípicas
As posições atípicas incluem:
- de pé em uma perna
- pino
- suporte da cabeça
- espalhar
- posição do caranguejo
- Os seres humanos podem ficar em várias posições. É uma posição em que o suporte está acima do centro de gravidade. Pode ser voluntário ou involuntário.

Tais posições são comuns ao break dance, ginástica e yoga.

### Posições de escravidão
Uma posição de escravidão é uma posição do corpo criada por restrições físicas que restringem a locomoção, o uso dos membros ou a liberdade geral de movimento.

### Posições de parto
Além da posição de litotomia ainda comumente usada por muitos obstetras, as posições de parto que são usadas com sucesso por parteiras e parteiras tradicionais de todo o mundo incluem agachamento, pé, ajoelhado e de quatro, geralmente em sequência.

### Posições de dança

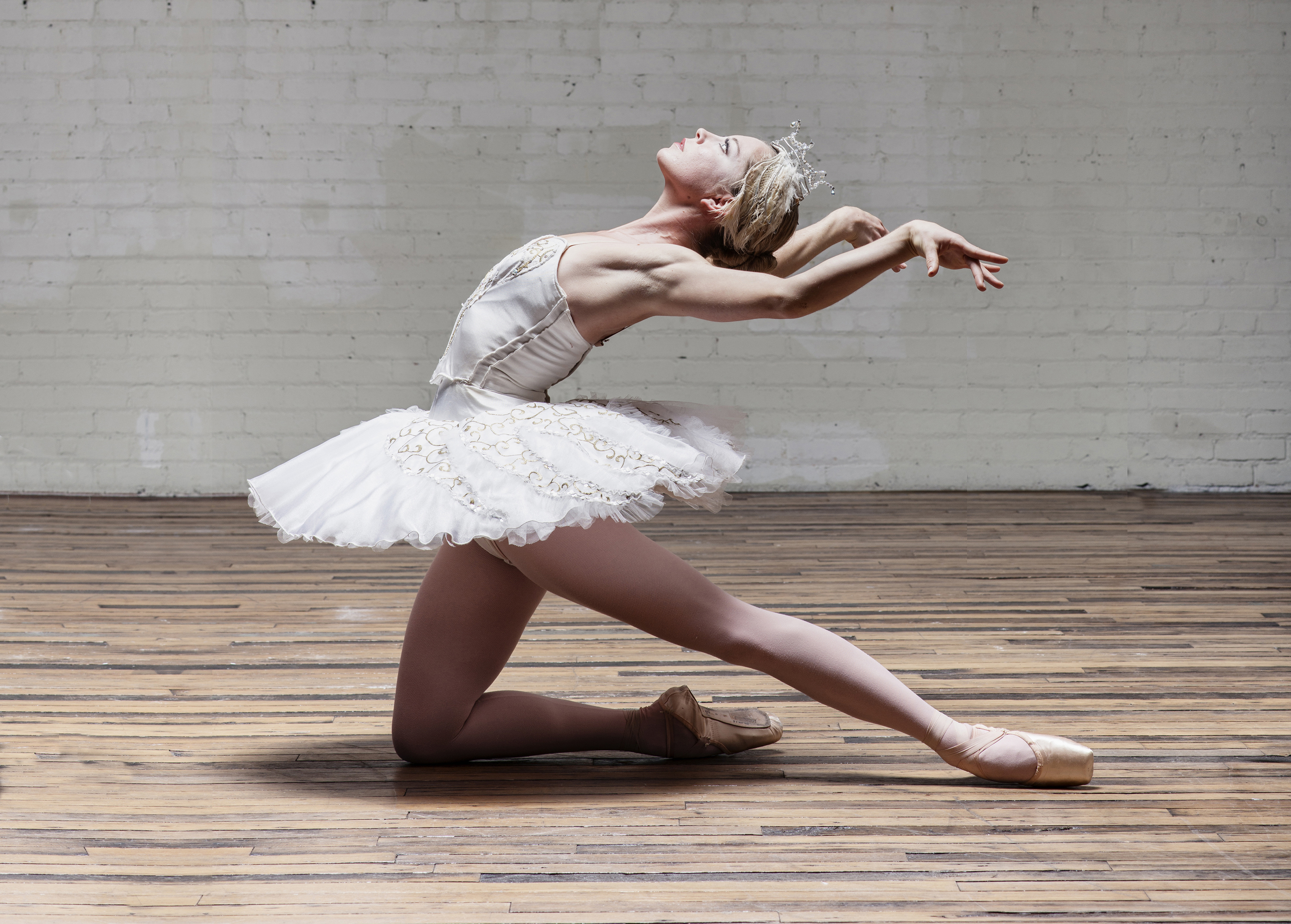
Posição clássica de balé

Posição de dança é a posição de um dançarino ou uma posição mútua de um casal de dança assumido durante uma dança. Descrever e dominar posições de dança apropriadas é uma parte importante da técnica de dança.

### Posições de defecação
As duas posições de defecação mais comuns são agachar e sentar. A postura de cócoras é usada para japoneses, em países com maioria muçulmana ou hindu e na ausência de banheiros ou outros dispositivos. A postura de defecação sentada é usada em banheiros ocidentais, com uma postura inclinada para a frente ou 90 graus.

### Posições alimentares

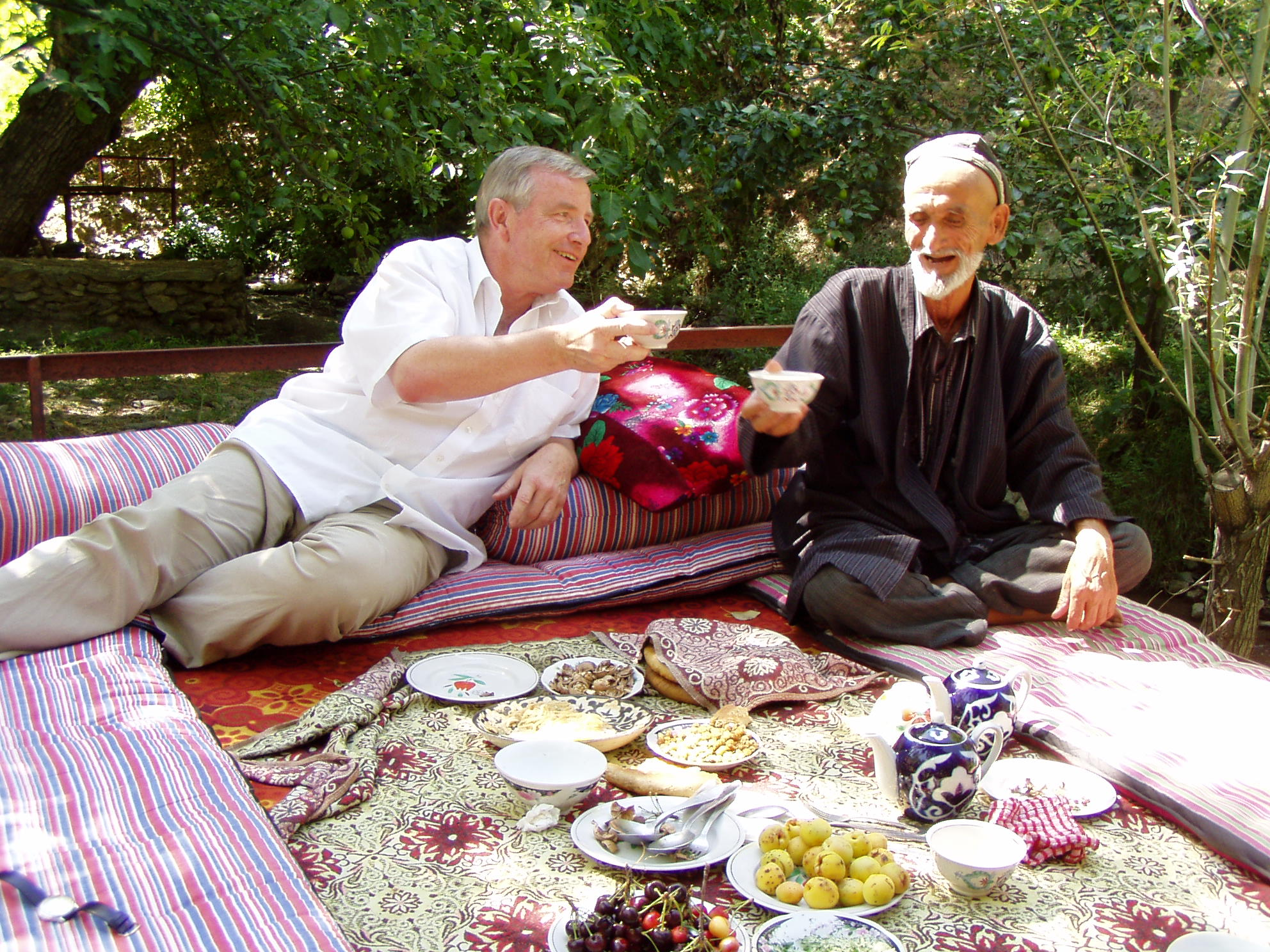
Compartilhando uma refeição no Uzbequistão

As posições alimentares variam de acordo com as diferentes regiões do mundo, pois a cultura influencia a maneira como as pessoas comem suas refeições. Por exemplo, na maioria dos países do Oriente Médio, comer enquanto está sentado no chão é mais comum e acredita-se que seja mais saudável do que comer enquanto está sentado à mesa.
Comer em uma posição reclinada foi favorecido pelos gregos antigos em uma celebração que eles chamaram de simpósio, e esse costume foi adotado pelos romanos antigos. Os hebreus antigos também adotaram essa postura nas celebrações tradicionais da Páscoa.

### Posição de diminuição do escape de calor
A posição de diminuição do escape de calor (em inglês: heat escape lessening position (HELP)) é uma maneira de se posicionar para reduzir a perda de calor em água fria. É ensinado como parte do currículo na Austrália, América do Norte e Irlanda para treinamento de segurança de salva-vidas e passeios de barco. Envolve essencialmente posicionar os joelhos juntos e abraçá-los perto do peito usando os braços.

### Posições médicas

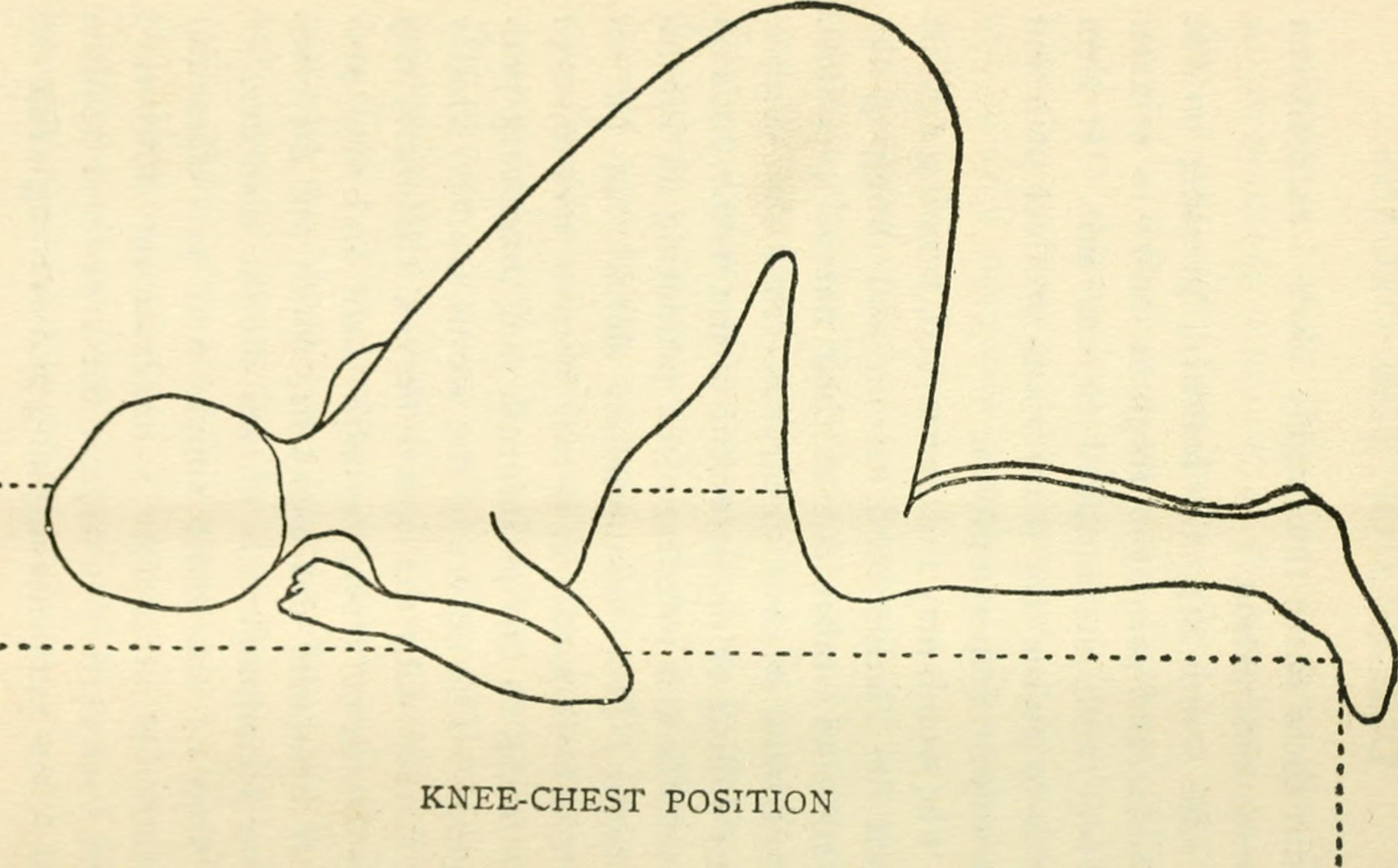
A posição do joelho no peito

As seguintes posições são usadas especificamente na medicina:
- Posição anatômica
- Posição de Bozeman
- Posição de decúbito
- Posição de Fowler
- Posição do joelho-peito
- Posição do joelho-cotovelo
- Posição da litotomia
- Posição Mayer
- Posição de Rose
- Posição Semi-Fowler
- Posição dos Sims
- Posição Trendelenburg
- Posição verticossubmental
- Posição de Waters

### Microgravidade

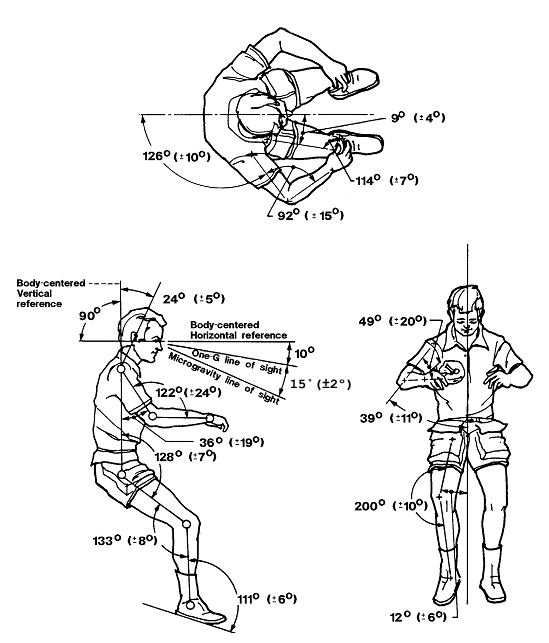
A postura corporal neutra

Na microgravidade, o corpo humano adota naturalmente a postura neutra do corpo.

### Posição de recuperação
A posição posição de recuperação ou coma refere-se a um de uma série de variações sobre um decúbito lateral ou três quartos propenso posição do corpo, em que um acidente inconsciente mas a respiração pode ser colocado como parte do tratamento de primeiros socorros.

### Posições de descanso
É possível um grande número de posições de repouso, com base em variações de sentado, agachado, ajoelhado ou deitado.

### Posições de pilotagem
Geralmente, é adotada uma posição "cavalgada" ou "montada" ao montar um cavalo, burro ou outro animal de carga, com ou sem o auxílio de uma sela. A posição também é usada para sentar-se em veículos e móveis análogos, como bicicletas, motocicletas ou monociclos, e certos tipos de bancadas de trabalho especializadas. Por definição, uma característica essencial é ter uma perna de cada lado do que estiver sendo montado. A posição de inclinação lateral relacionada permite andar sem pisar, mas é um pouco menos segura contra desmontagem ou queda acidental.
A postura do cavaleiro é geralmente intermediária entre as posições de pé e sentado, permitindo que o peso corporal seja sustentado com segurança, além de proporcionar um alto grau de mobilidade da parte superior do corpo e equilíbrio dinâmico durante movimentos vigorosos ou prolongados.

### Posições sexuais
Posições sexuais são posições que as pessoas podem adotar durante ou com o objetivo de relações sexuais ou outras atividades sexuais. Os atos sexuais são geralmente descritos pelas posições que os participantes adotam para executá-los.

### Posições de tiro
- Posição ajoelhada
- Posição de bruços
- Posição de pé
- Sentado
- Agachamento

### Posições de dormir
A posição de dormir é a configuração corporal assumida por uma pessoa durante ou antes de dormir. Foram identificadas seis posições básicas de sono:
- Feto (41%) - enrolado em posição fetal. Essa era a posição mais comum e é especialmente popular entre as mulheres.
- Tronco (15%) - deitado de lado com os braços para o lado.
- Nostálgico (13%) - dormindo ao lado com os braços na frente.
- Soldado (8%) - de costas, com os braços presos aos lados.
- Queda livre (7%) - na frente, com os braços em volta do travesseiro e a cabeça inclinada para o lado.
- Estrela do mar (5%) - nas costas, com os braços em volta do travesseiro.

### Posições de estresse
As posições de estresse colocam o corpo humano de tal maneira que uma grande quantidade de peso é colocada em apenas um ou dois músculos. Forçar os presos a adotarem tais posições é um método de maus-tratos usado para extrair informações ou como punição, possivelmente equivalente a tortura. Tais posições também são algumas vezes usadas como punição para crianças.

### Posições submissas
Posições submissas são frequentemente cerimoniais e ditadas pela cultura. Eles podem ser realizados como um sinal mútuo de respeito entre iguais ou como um sinal de submissão a um indivíduo de alto escalão ou a um objeto cerimonial.
- Curvar-se é abaixar a cabeça e o tronco em direção à pessoa ou objeto de reverência, muitas vezes brevemente. A extensão de um arco varia de um simples aceno de cabeça a uma inclinação de 90 graus na cintura. Embora menos comum nas culturas ocidentais, continua a ser um importante sinal de respeito em muitas culturas orientais e também é usado nas cerimônias de várias religiões.
  - Ao se curvar e raspar, a mão direita é colocada sobre o abdômen enquanto a perna direita é esticada ou "raspada" para trás durante um arco.
  - Nas culturas ocidentais, geralmente é considerado adequado que as mulheres façam uma reverência dobrando os joelhos em vez de fazer uma reverência.
- A genuflexão (ou genuflexão) está dobrando pelo menos um joelho no chão; foi desde cedo um gesto de profundo respeito por um superior.
- Ajoelhar está associado à reverência, submissão e reverência, principalmente se alguém se ajoelha diante de uma pessoa que está de pé ou sentada.
- Kowtowing é o ato de profundo respeito demonstrado ajoelhando-se e curvando-se tão baixo que faz a cabeça tocar o chão.
- Prostração é a colocação do corpo em um reverenciamento ou submissa posição de pronação.

### Posições de micção
Para os homens, devido à natureza flexível e saliente do pênis, é simples controlar a direção do fluxo de urina. Muitos homens urinam em pé, embora possam urinar sentados ou agachados.

Para as mulheres, a urina não sai à distância do corpo e, portanto, é mais difícil de controlar. No Ocidente, as mulheres geralmente urinam sentadas em um vaso sanitário, embora o agachamento seja uma alternativa viável. Muitas mulheres são capazes de urinar em pé, às vezes usando um dispositivo de micção feminina. 